# Christian Bravo (Fußballspieler, 1993)
Christian Daniel Bravo Araneda (* 1. Oktober 1993 in Iquique) ist ein chilenischer Fußballspieler. Der Außenstürmer bestritt 2019 zwei Länderspiele für die Nationalmannschaft. Auf Vereinsebene wurde er vier Mal chilenischer Meister.

## Karriere

### Verein
Christian Bravo, Sohn des gleichnamigen ehemaligen Nationalspielers, spielte ab 2002 in der Jugend von Universidad de Chile. Von 2010 bis 2012 spielte er sowohl in der Jugend- als auch in der Profimannschaft des Klubs. Im Januar 2013 ging der Flügelstürmer nach Europa zum kroatischen Zweitligisten Inter Zaprešić, wurde aber nach der guten U-20-Weltmeisterschaft in der Türkei zum FC Granada transferiert. In Spanien war er zunächst für die Reservemannschaft des Vereins, den Club Recreativo Granada, vorgesehen. In der ersten Mannschaft bestritt er nur zwei Ligaspiele und wurde dann zurück nach Chile an Universidad Católica verliehen.
Mitte 2017 wechselte Bravo endgültig zurück in sein Heimatland und lief für Unión Española auf. Nach einem Jahr bei San Luis sammelte er weitere Auslandserfahrung bei den Montevideo Wanderers in Uruguay. 2022 kehrte er zu den Wanderers zurück, nachdem er 2020 für den Stadtrivalen Peñarol Montevideo und 2021 in seiner Heimat bei Everton gespielt hatte.
Im Januar 2023 gab der Zweitligist AC Barnechea die Verpflichtung von Christian Bravo bekannt. Nach Ablauf seines Einjahresvertrags wechselte der Außenstürmer ablösefrei zu Erstliga-Aufsteiger CD Cobreloa. Im Januar 2025 gab er seinen Wechsel zu Deportes Antofagasta bekannt.

### Nationalmannschaft
Für die Nationalmannschaft der La Roja debütierte Bravo im September 2019, als er im Freundschaftsspiel gegen Honduras in der 80. Spielminute für César Pinares eingewechselt wurde. Rund einen Monat später stand er beim Freundschaftsspiel gegen Guinea in der Startelf.
Zuvor hatte Bravo mit der U20-Nationalmannschaft an der Weltmeisterschaft 2013 und mit der U21-Nationalmannschaft am Turnier von Toulon 2014 teilgenommen.

## Erfolge
Universidad de Chile
- Chilenischer Meister: 2011-A, 2011-C, 2012-A
- Copa-Sudamericana-Sieger: 2011

Universidad Católica
- Chilenischer Meister: 2015/16-C, 2016/17-A